# Anna Dorothea Lund
Anna Dorothea Lund, född Holst, död 29 oktober 1759, var en dansk skådespelare. 
Hennes bakgrund är okänd utom hennes ursprungliga efternamn. Hon debuterade 14 april 1747 i «Bergs Hus».  Hon tillhörde pionjärkretsen av skådespelare vid grundandet av Det Kongelige teater i Köpenhamn 1748, och listades som en av teaterns högst betalda. A.D. Lund ansågs vara en av sin tids mest betydande skådespelare. Hon kallades : "Den största subrett, som den danska teatern har frambringat", och är som sådan känd i teaterhistorien.  Hon var 1753 inblandad i en konflikt vid teatern angående skådespelaren madam Rosenkilde, och förebråddes då av Holberg för att hon anklagade Rosenkilde för samma sak Holberg hade försvarat Lund emot tidigare.      
Mycket litet är däremot känt om hennes privatliv. Gift 1749 med tobakshandlaren Asser Mortensen Lund (d. 1760), som hon troligen var separerad eller skild ifrån vid sin död.